# Кураре

Кураре [kʊˈrɑːri] або [kjʊˈrɑːri] — загальна назва рослинного екстракту алколоїдної отрути, що походить з Центральної та Південної Америки. Виготовляється з кори рослини Strychnos toxifera (Стрихнос отруйний).

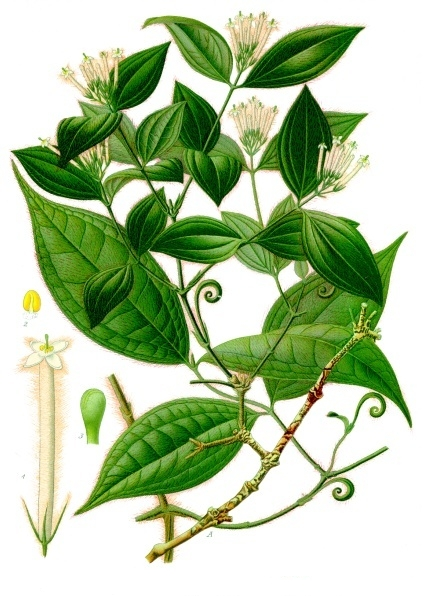
.

Отрута стала широко відомою, через те, що індіанці Гвіани басейну річки Амазонки мастили нею вістря стріл. Поранена вістрям такої стріли тварина перестає рухатись й згодом помирає від зупинки дихання, яке спричиняють алкалоїди, що входять до складу отрути. Але ці алкалоїди не діють за умови, якщо вони потрапляють в організм людини через травну систему.
Відкрив отруту в 1617 році англійській мандрівник та письменник Волтер Релі. Коли він мандрував в джунглях Оріноко, то звернув увагу на особливість полювання місцевих мисливців — вони старались радше завдати поранення тварині, ніж фізично завдати важких ран. На його запитання мисливці пояснили, що використовують «кураре» — рідину, назва якої в перекладі означала «та, що швидко вбиває птахів». Мандрівник вирішив перевірити дію отрути на собі. Поранивши себе отруєною стрілою, він довго не отямлювався.
Нині курареподібні препарати використовують у медицині для розслаблення мускулатури (окрім серцевої) під час операцій. 23 січня 1942 року канадські лікарі Гарольд Гріффіт і Енід Джонсон вперше застосували кураре для керованої м'язової релаксації.